# Lamina Towel
Lamina Towel (overleden in 1857) was vanaf 1840 tot bij zijn dood opperchef van de Nalu, een Afrikaans volk in het tegenwoordige Guinee-Bissau en Guinee. Daarnaast was hij handelaar en landbouwer.

## Biografie
Hij is bekend als ondertekenaar van de verdragen van 6 december 1842 en 25 mei 1845 met Frankrijk en vooral deze met de Belgische koning Leopold I en zijn regering, van 4 maart 1848. Het laatste verdrag stipuleerde dat de oevers van de Rio Nuñez (Kakandé) aan de laatstgenoemden werden verpacht. Dit hoorde in concreto te gebeuren tegen een jaarlijkse vergoeding, uit te betalen in goederen aan Lamina en afkomstig van de rijkste handelaar ter plaatste, John Nelson Bicaise, en dat ter waarde van 1000 gourdes oftewel de Spaanse dollar. Dit verdrag werd opgezegd op 23 april 1858. Dit gebeurde na de dood van Lamina en de ontmaskering van John Nelson Bicaise als illegale slavenhandelaar, een jaar eerder. Zelf was de familie Towel ook verwikkeld in de illegale trans-Atlantische slavenhandel, in het bijzonder met Spaanse (Cubaanse) schepen.
De regering van Lamina werd gekenmerkt door spanningen en oorlog met de rivaliserende Landuma. Daarbij zette Lamina huurlingen in, afkomstig van de Bissagos-eilanden.
Op aandringen van de in België en in West-Afrika operationele Franse handelaar Abraham Cohen, studeerden Sayou Salifou, een van zijn zonen en Carimou jr., een van zijn neven, op staatskosten in België. Dit valt te dateren tussen juni 1852 en december 1854. Ze verbleven achtereenvolgens in het Engelstalige pension van Charles Jenkins te Elsene en kort voor hun terugkeer naar West-Afrika, in het Instituut Kayser, Berlaimontstraat, Brussel. Jenkins was de predikant waar Leopold I ter kerke ging.
Lamina Towel woonde in het omwalde en met palissades omgeven dorp Caniope. Hij kleedde zich gedeeltelijk zoals een Europeaan en het meubilair in zijn hutten was Belgisch. Een ooggetuige beschreef hem als een tamelijk corpulente verschijning met platte neus, dikke lippen en levendige blik, doch licht astmatisch. Er bestaat tevens een door adelborst Théodore Masui getekend portret; het stelt hem voor met ringbaard en priemende ogen en uitgedost met hoge witte hoed, het bovenstuk van een Belgisch generaalsuniform, paan en parasol.
Wie nu Caniope, gelegen aan de gelijknamige marigot, bezoekt, zal er midden in deze jungle acht kanons aantreffen van groot en klein formaat en waarmee het dorp werd verdedigd. Volgens Mamadouba Camara en El Hadj Sankoumba Towel, kleinkinderen van Lamina Towel, zijn ze een Belgisch geschenk. Geen enkel historisch document maakt er echter ooit melding van.
Lamina Towel werd in 1857 opgevolgd door zijn jongere broer Youra Coney, nu als koning.